# NGC 5797
NGC 5797 is een spiraalvormig sterrenstelsel in het sterrenbeeld Ossenhoeder. Het hemelobject werd op 15 mei 1787 ontdekt door de Duits-Britse astronoom William Herschel.

## Synoniemen
- UGC 9619
- MCG 8-27-36
- ZWG 248.30
- PGC 53408